# 朱由𣡊
朱由𣡊（？—1649年），明朝宗室，明朝末年官员。
朱由𣡊为崇祯十五年（1643年）壬午科举人，为广东教谕。隆武二年（1646年），充乡试同考官。永历帝即位，任翰林院侍读。永曆二年（1648年）十月，以原官兼东阁大学士，入阁。次年正月罢官，李成栋以他事诬告下狱，被杀。